# جاك سانتر
جاك سانتر (باللوكسمبورغية: Jacques Santer )‏ (و. 1937  م) هو سياسي، ومحامي، ومصرفي لوكسمبورغي.

## مناصب
تولى منصب عضو البرلمان الأوروبي (20 يوليو 1999–19 يوليو 2004)
- رئيس المفوضية الأوروبية (25 يناير 1995–15 مارس 1999)
- رئيس وزراء لكسمبورغ (20 يوليو 1984–20 يناير 1995)
- عضو البرلمان الأوروبي (17 يوليو 1979–18 يوليو 1979)[5]
- نائب (10 يونيو 1979–4 يناير 1995)

.

## التعليم
تعلم في جامعة ستراسبورغ، وتعلم في معهد الدراسات السياسية بباريس، وتعلم في جامعة أمستردام، وتعلم في أثينيوم لوكسمبورغ ‏
.

## جوائز
حصل على جوائز منها:
- قائد الفنون والآداب (17 يناير 2013)[6]
- جائزة المنافسة العامة  [لغات أخرى]‏ (1946)

| المناصب السياسية | المناصب السياسية                                         | المناصب السياسية    |
| ---------------- | -------------------------------------------------------- | ------------------- |
| سبقه             | عضو البرلمان الأوروبي 20 يوليو 1999 - 19 يوليو 2004      | تبعه                |
| سبقه جاك ديلور   | رئيس المفوضية الأوروبية (9) 25 يناير 1995 - 15 مارس 1999 | تبعه مانويل مارين   |
| سبقه بيير فيرنر  | رئيس وزراء لكسمبورغ (22) 20 يوليو 1984 - 20 يناير 1995   | تبعه جان كلود يونكر |
| سبقه             | عضو البرلمان الأوروبي 17 يوليو 1979 - 18 يوليو 1979      | تبعه                |
| سبقه             | نائب 10 يونيو 1979 - 4 يناير 1995                        | تبعه                |

## روابط خارجية
- جاك سانتر على موقع الموسوعة البريطانية (الإنجليزية)
- جاك سانتر على موقع مونزينجر (الألمانية)